# أخصائي اجتماعي
الأخصائي الإجتماعي هو الشخص المؤهل للعمل في أي مجال من المجالات الاجتماعية والتعليمية على اختلاف أهدافها التنموية والوقائية والعلاجية، ضمن المفاهيم التي تتضمنها الخدمة الاجتماعية على اختلافاتها الفلسفية، مع ثباته على المبادئ والمعايير الأخلاقية التي تقوم عليها، بالإضافة لالتزامه بنطاق العمل التي ترسمها له المؤسسة أو الجمعية التابع لها في مجال عمله، دون خرق أي من نصوص العمل المتفق عليها، أو التعدي أو التدخل في المجالات الأخرى المكملة لعمل المؤسسة.

## مؤهلات الأخصائي الاجتماعي
يشترط على كل من يقع عليه لقب أخصائي اجتماعي أن يكون حاصلاً على مؤهل علمي أقله بدرجة بكالوريوس وحتى درجة الدكتوراه في تخصص الخدمة الاجتماعية من جامعة مصرح لها، مع حصوله على ترخيص من النقابات الخاصة للأخصائيين الاجتماعيين على ممارسة المهنة ضمن مختلف مجالاتها، كما تضع بعض الدول شروطاً صارمة لدرجة التعلم والخبرة العملية، حتى يمنح حامل هذا المؤهل على الحصول على تصريح رسمي لممارسة المهنة.

## رسالة الأخصائي الاجتماعي
تقوم رسالة الأخصائي الاجتماعي على الرقي بالمجتمع والحد من المشاكل الاجتماعية التي يعاني منها وتمنعه من التطور والتقدم، وتحقيق العدالة لجميع الفئات المهمشة التي تعيش ضمن هذا المجتمع، ومساعدتهم على الحصول على حقوقهم المختلفة، وتوفير لهم كل ما يلزمهم من الخدمات الاجتماعية الخاصة في مجال الرعاية الطبية والاجتماعية والنفسية، وغيرها من المجالات، بالإضافة إلى تطوير وتنمية المختلفة التي يقوم عليها دور الأخصائي الاجتماعي، بما يتناسب مع تحقيق أكبر قدر ممكن من النتائج الإيجابية.

## دور الأخصائي الاجتماعي
يختلف دور الأخصائي الاجتماعي وأسلوب عمله وتدخله بحسب الحالات والفئات التي يعمل معها، فدور الأخصائي الاجتماعي في المجال التعليمي يختلف عن دوره في مجال حقوق المرأة وحقوق الطفل، كما يختلف عن دوره في مجال الاحتياجات الخاصة والمعاقين، وغيرها من المجالات، وعلى الرغم من اختلاف هذه المجالات إلا أنها جميعاً تقوم على ثلاثة أدوار رئيسة: الدور الوقائي، يقوم هذا الدور على اتخاذ الأخصائي الاجتماعي جميع التدابير الوقائية اللازمة، للحد من انتشار المعضلة الاجتماعية التي يعمل ضمن مجالاها. الدور التنموي، يتمثل عمل الأخصائي الاجتماعي هنا على تطوير القدرات والمهارات الفردية للفئات التي يعمل معها، والتي تساعد في فتح مجالات عدة أمامهم للعمل والتطور والنجاح. الدور العلاجي، بحيث يعمل الأخصائي الاجتماعي على تخلص الحالة التي يعمل معها من المشكلات الاجتماعية أو النفسية التي يعاني منها، أو المساعدة في تعلم تقبلها وكيفية التعامل معها كما هو الحل في حالات الإعاقة الجسدية، والتي تشكل الحاجز الأساسي على منع تحقيق الدور التنموي.

## منصة الاخصائي الاجتماعي الالكترونية
ESOCW هي منصة إلكترونية للاخصائيين الاجتماعيين e- Social Worker Platform وهي مرجع علمي وملتقى للمنتمين لمهنة الخدمة الاجتماعية، تهدف المنصة بالعمل على الوصول بالتوعية الاجتماعية إلى جميع فئات المجتمع بالإضافة إلى تبادل الخبرات مع الهيئات المحلية والخليجية والعربية والدولية والمهتمين بالمجال الاجتماعي، بالإضافة لحل المشكلات والقضايا الاجتماعية من منظور علمي .